# Langling
Langling is een bestuurslaag in het regentschap Merangin van de provincie Jambi, Indonesië. Langling telt 2406 inwoners (volkstelling 2010).